# Somerset (Kentucky)
Somerset es una ciudad ubicada en el condado de Pulaski en el estado estadounidense de Kentucky. En el Censo de 2010 tenía una población de 11196 habitantes y una densidad poblacional de 381,4 personas por km².

## Geografía
Somerset se encuentra ubicada en las coordenadas 37°4′45″N 84°36′31″O / 37.07917, -84.60861. Según la Oficina del Censo de los Estados Unidos, Somerset tiene una superficie total de 29.35 km², de la cual 29.31 km² corresponden a tierra firme y (0.16%) 0.05 km² es agua.

## Demografía
Según el censo de 2010, había 11196 personas residiendo en Somerset. La densidad de población era de 381,4 hab./km². De los 11196 habitantes, Somerset estaba compuesto por el 92.26% blancos, el 3.47% eran afroamericanos, el 0.18% eran amerindios, el 0.68% eran asiáticos, el 0.05% eran isleños del Pacífico, el 1.68% eran de otras razas y el 1.68% pertenecían a dos o más razas. Del total de la población el 3.7% eran hispanos o latinos de cualquier raza.